# Onychopterocheilus tibetanus
Onychopterocheilus tibetanus är en stekelart som först beskrevs av Meade-waldo 1913.  Onychopterocheilus tibetanus ingår i släktet Onychopterocheilus och familjen Eumenidae. Inga underarter finns listade i Catalogue of Life.